# Kings River Yokuts
Kings River Yokuts, zbirno ime za grupu plemena američkih Indijanaca iz doline rijeke Kings u američkoj državi Kalifornija. Jezično pripadaju porodici mariposan i široj grupi plemena Chukchansi koja govore dijalektima istog jezika. U Kings River Yokutse pripadaju Aiticha na južnoj strani Kings Rivera, Choinimni na Kings Riveru, Chukaimina u Squaw Valleyu, Gashowu na Big Dry Creeku i Little Dry Creeku, Michahai na Mill Creeku, Toihicha na sjevernoj strani Kings Rivera i Kocheyali koji su možda identični Aitichama.